# Jogoyitnan
Jogoyitnan is een bestuurslaag in het regentschap Wonosobo van de provincie Midden-Java, Indonesië. Jogoyitnan telt 2135 inwoners (volkstelling 2010).